# Римска привреда

## Земљорадња
Привреда римске државе, све до пропасти Римског царства, заснивала се пре свега на земљорадњи, при чему се процењује да је око четири петине укупног становништва радило на земљи. Лациј је у 5. и 4. веку п. н. е. био густо насељен сељацима који су поседовали мала имања. Од стоке су узгајали говеда, овце и свиње, а од ратарских производа разне врсте поврћа и житарица. Војна снага Римске републике заснивала се знатним делом на огромним изворима људства које се регрутовало међу великим бројем грађана са малим сеоским имањима. Ратови и освајања донели су промене: у 3. и 2. веку п. н. е. преовлађују средња и велика имања на којима се гаји винова лоза и маслина, док се јефтино жито увози из Африке и са Сицилије. Земљопоседник је сада углавном био одсутан са имања, које се звало вилла рустĭца. Вођење имања препуштао је најчешће робовима, чији је рад надгледао управник имања (vilĭcus).
Ове промене резултат су другог пунског рата, који је произвео огромне људске жртве, али и миграције сеоског становништва у градове те уништење пољопривреде у неким областима, посебно у средњој и јужној Италији. Али ни после 201. п. н. е. за италску популацију није наступио мир. У потоњим деценијама Рим је из године у годину водио ратове који су захтевали такву мобилизацију војника која у историји нема паралела по свом трајању и по пропорцији регрутованог становништва. Током 150 година после рата с Ханибалом Римљани су редовно опремали војске које су сваке године чиниле око 13% одраслог мушког становништва. Регрутовање је италске сељаке одводило с њихових имања. Многи се никада нису вратили; неки су пресељени у колоније у долини реке По; други су отишли у градове. 
Да би се надокнадили сељаци, довођени су робови у огромним бројевима, а све више италске земље претварано је у римску државну земљу (ager publĭcus), која се изнајмљивала. Велики део те земље запосели су богати Римљани, што је довело до друштвено-економске кризе, коју су покушали решити браћа Тиберије и Гај Гракхо. Сенатори и други људи вишег сталежа улагали су новац пре свега у земљорадњу, која је сматрана сигурнијим и угледнијим занимањем од занатства или трговине. Осим тога, сенаторима је и законом била ограничена могућност бављења трговином. Зато су богати Римљани користили ратне приходе да откупе имања својих сиромашнијих суседа. Тако су од 1. века п. н. е. настајале латифундије, велики земљишни поседи, које су у доба царства сасвим преовладале. У време преласка с републике на царство домаћи производи били су довољни да прехране италско становништво; само се жито и даље увозило.
Сеоско газдинство звало се у Риму вилла рустĭца. Запремало је простор од око 600 m², а састојало се од једног дворишта око кога су биле груписане просторије за становање, штале и просторије за прераду пољопривредних производа. 
Мало се зна о животу обичних сељака. Антички писци дају идиличне и углавном нетачне описе сеоског живота. Сељак је вероватно напорно радио током седам дана, а затим би на тржишни дан (nundīnae) ишао у град како би продао вишак производа, срео се с пријатељима и чуо новости. Његова жена бринула се о кући и породици, те надгледала робове. Сеоске свечаности пружале су прилику за угодан предах од тешког рада.
Више знамо о животу велепоседника. Он је већину времена био одсутан са свог имања, чије је вођење поверавао управнику (vilĭcus), који је обично био роб или ослобођеник. Овај је управљао читавом четом људи, који су чинили »сеоску породицу« (familia rustĭca): ту су били рачуновођа, разни надзорници, робови који су припремали храну, одржавали одећу, па чак и лекари и ветеринари. Ту су, најзад, били и робови и слободни радници који су обављали пољске радове. За познавање развоја пољопривреде у средњој римској републици од велике је важности дело о О земљорадњи (De agricultūra) римског државника и писца Марка Порција Катона.

## Занатство и грађевинарство
Важну улогу у римској економији временом су попримили трговина и занатство. У антици није било машина, него се сав посао обављао ручно, а сваки је предмет појединац израђивао већином сам. Ипак, у неким радионицама радио је већи број људи, претежно робова, који су могли међу собом поделити посао и специјализовати се само за један његов део. Римско занатство нарочито је напредовало у доба царства, кад Рим постаје светска метропола. Рим је био највећи град прединдустријске Европе, у којем је током царског периода живело око милион становника. Многобројно градско становништво није могла задовољити производња италских занатлија, тако да су се многи предмети увозили из провинција. На тај је начин Рим посредно подстицао развој занатства у свим деловима царства, а мрежа копнених и поморских путева омогућавала је велики размах трговине. 
У самом Риму било је развијено грађевинарство. Поред приватних грађевина неопходних за смештај све већег броја становника, од 2. века п. н. е. почиње изградња јавних објеката у новим размерама и новим облицима. У грађевинарству је радило на хиљаде специјализованих радника ― ту су били архитекти (architecti), зидари (structōres), грађевински столари (fabri tignarii), те радници за рушење дотрајалих зграда и припрему земљишта за нову градњу (subrutōres).
Развијена је била и производња хране, у коју су били укључени произвођачи хране, добављачи и продавачи на римским пијацама, нпр. рибари (piscatōres), месари (lanii), продавци рибе (cetarii). За снабдевање милионског становништва Рима одећом старали су се lintearii, који су израђивали платно, од кога су кројачи (vestiarii) шили одела. Обућари су били специјализовани или за мушку обућу (sutōres и caligarii) или за женску (fabri solearii). Израдом разноврсног накита и скупоценог посуђа бавили су се златари (aurifĭces), занатлије за обраду слонове кости (eborarii), прстенари (anularii). Одела су чистили fullōnes, платно су бојали tinctōres, а постојали су и ковачи (fabri), лончари, кожари итд. 

## Трговина
Најважнија трговачка размена одвијала се између Рима и провинција. Одређени производи у којима је Рим оскудевао морали су се увозити, а вишак неких италских роба продавао се у провинцијама. Посебно је било тражено италско маслиново уље, те италска вина, која су временом потиснула и грчка вина и добро се продавала на истоку. У Путеоли, у Напуљском заливу, израђивала се огромна количина производа од метала намењених извозу. С друге стране, милионско становништво Рима и Италије добављало је жито као главну храну са Сицилије и из Египта. Због значајне потребе за радном снагом, велики је размах достигла трговина робовима. Руда се увозила из Хиспаније, а луксузна роба с истока. Неки градови развили су се у познате трговачке центре, од којих су се неки специјализовали за одређену врсту трговине. 
Тржиште је било биполарно: с једне стране налазила се градска сиротиња која је могла купити само основне намирнице и неколико једноставних занатских производа, а с друге богаташи, који су све више тражили луксузну робу. Занатлије и трговци су производили првенствено за богату мањину. Трговачким и занатским радионицама у Риму управљали су углавном робови и ослобођеници које су богаташи довели у Рим. Мада су Римљани из виших друштвених слојева сматрали да је директно учествовање у тим пословима испод њиховог достојанства, радо су делили профите тако што су били власници ових робова или тако што су наплаћивали закупнину радионица које су поседовали људи скромнијег порекла. 
Дуготрајни мир који је крајем 1. века п. н. е. завео Август погодовао је развоју трговине. Потискивање гусарства и коришћење војних путева осигурали су безбедност трговине. И тада је преовлађивала земљорадња, али је постојало и мноштво радионица, и артикли као што су текстил, керамика, цреп и папирус производили су се у огромним количинама. Од Августовог доба почиње и обрада стакла. Већина предмета производила се за локално тржиште, али су они производи за које је одређена регија била специјализована обично превазилазили локалну потражњу, па се вишак продавао на другим местима. Трговци су путовали свуда, неки веома далеко, чак и ван граница царства: на пример, трговина са Индијом достигла је знатне пропорције. Медитерански је свет био међусобно повезан као никад раније. 

### Копнени и поморски путеви
Велики размах трговине био је омогућен одличном мрежом путева (viae), које су Римљани почели градити пре свега у војне сврхе, упоредо са освајањем нових земаља. Према крајевима Апенинског полуострва водило је неколико важних путева. Они су обично називани према државним чиновницима који су их саградили или према месту у које су водили. Тако је Via Appia ишла од Рима преко Капуе, Беневента и Тарента до јадранске луке Брундизија. Од Капуе на југ према Сицилији водила је Via Popilia. Via Salaria пресецала је Италију на пола и водила на североисток до јадранске луке Анконе. Via Flaminia ишла је до данашњег Риминија, а од њега према Милану Via Аемилиа. Уз западну обалу полуострва према Генуи (данашња Генова) ишла је ia Aurelia и њен наставак Via Aemilia Scauri. Преко дубоких усека или река Римљани су градили камене мостове на стубовима ― вијадукте. Путовало се пешице, на коњима или колима, најчешће у групама због опасности од друмских разбојника. Дуж пута су постојале гостионице и преноћишта (mansio), у којима су се одмарали и људи који су обављали дужност поштара (tabelarii). На сваких хиљаду корака налазио се камени стуб ― миљоказ (milliarium), који је бројем означавао удаљеност од Рима.
Путовање морем развило се због потреба трговине. Римске лађе су пловиле по Средоземљу, по Црном и Црвеном мору, све до Индије, на западу дуж обале данашњег Марока, а на северозападу све до Британије. Уз повољан ветар дневно се прелазило од 70 до 90 mi (140 km). Од Родоса до Александрије, на пример, путовало се три дана, а од Брундизија до Крфа девет сати. Путовало се највише од пролећа до јесени, и то углавном дању. У већим лукама и на истуреним ртовима подизани су камени светионици на чијем је врху горела ватра која је ноћу показивала пут. Лука Рима била је Остиа на ушћу реке Тибера. На крају Апијевог пута налазио се Брундисиум, данашњи Бриндиси, одакле су бродови кретали у Грчку и даље на исток. Главна лука за Хиспанију и Галију била је Масилија, данашњи Марсељ. Познате су луке били грчки градови Пиреј (у Атици) и Ефес (у Малој Азији), те острва Делос, Родос и Кипар. Највећа лука на Медитерану била је Александрија у Египту, одакле су према Риму кретали велики теретни бродови накрцани житом.